# Record SNSM
 (juin 2015).
Le record SNSM est une course de voile côtière française dont le but est de relier le plus vite possible Saint-Nazaire à Saint-Malo et d'établir un record par catégories de voiliers en respectant les marques du parcours homologué pour cette épreuve de 284 milles. Le nom vient des deux villes reliées — SN pour Saint-Nazaire et SM pour Saint-Malo — et de la SNSM, la Société nationale de sauvetage en mer.
Ce concept d'évènement nautique comprend deux épreuves :
- la semaine du record SNSM est programmée chaque année au mois de juin. C'est une semaine d'animations et de tentatives de record dont l'un des objectifs est de promouvoir l'action de la Société nationale de sauvetage en mer (SNSM) et de lui apporter le soutien financier par le reversement de la moitié des frais d'inscription à cette course. Sur le parcours de Saint-Nazaire à Saint-Malo on ne dénombre pas moins de 56 postes de secours de la SNSM ;
- Le record SNSM est ouvert à tous les voiliers de plus de 6,50 m, skippés par des professionnels de la mer et des plaisanciers, en double ou en équipage sur la période du 1er avril au 1er octobre. Le record permanent doit être homologué entre le 1er avril et le 1er octobre après inscription à l'autorité organisatrice, Profil Grand Large, conjointement avec le S.N.O.S Voile de Saint-Nazaire, club affilié à la Fédération française de voile.

## Voiliers admissibles à la compétition
Selon le règlement de 2008 :
- classe 60 pieds IMOCA ;
- classe ORMA;
- Maxis ;
- Class’50 Open ;
- monocoques 50 pieds Open ;
- Class40 ;
- classe mini 6,50 ;
- monocoques jauge H.N., catégories C, D, E, F, G, R3 et R4 ;
- monocoques jauge IRC, catégories de IRC.1 à IRC.5 ;
- monotypes munis de leur certificat de jauge respective : Figaro2, Pogo 8,50 ;
- multicoques de croisières jauge Multi 2000 ;
- voiliers de Tradition (vieux gréements).

## Records par catégorie
Le record absolu en flotte est de 11 h 48 min 30 s et a été établi par Loïck Peyron et son équipage sur Banque Populaire V (G-Class) en juin 2011.

### Record absolu entre Saint-Nazaire et Saint-Malo
| Classe                                 | Concurrent                      | Bateau                                   | Temps                | Année           |
| -------------------------------------- | ------------------------------- | ---------------------------------------- | -------------------- | --------------- |
| ORMA                                   | Yvan Bourgnon                   | Brossard                                 | 13 h 26 min 49 s     | 2006            |
| 60 pieds IMOCA                         | Michel Desjoyeaux               | Foncia                                   | 1 j 3 h 12 min 59 s  | Juin 2007       |
| G-Class                                | Ellen MacArthur                 | Castorama                                | 1 j 3 h 23 min 29 s  | Mai 2005        |
| Multicoque de 50 pieds                 | Thibaut Vauchel-Camus           | Défi Voile Solidaires en Peloton - ARSEP | 14 h 19 min 10 s     | Juin 2020       |
| Monocoque de 50 pieds                  | Servane Escoffier               | Vedettes de Bréhat-Cap Marine            | 1 j 15 h 16 min 35 s |                 |
| Multi 2000                             | Aymeric de Chezelles            | Astelle                                  | 1 j 14 h 46 min 35 s | Juin 2006       |
| Plaisance HN 1                         | Jean-Yves Berthou               | Squewel IV (Sangria)                     | 2 j 1 h 53 min 11 s  |                 |
| Plaisance HN 2                         | Jean-Michel Patry               | Loargann (Etap 32 S)                     | 2 j 7 h 52 min 19 s  |                 |
| Plaisance HN 3                         | Stéphane Le Bihan               | Scouts et Guides de France               | 1 j 23 h 46 min 37 s | Septembre 2007  |
| Figaro Bénéteau 2                      | Quentin Le Nabour               | SNSM Saint-Malo                          | 1 j 18 h 36 min 35 s |                 |
| Class40                                | Luke Berry                      | Lamotte - Module Création                | 1 j 5 h 22 min 59 s  | Juillet 2020    |
| Jauge IRC                              | Benoit Leduc                    | Scouts et Guides-Netagis                 | 2 j 3 h 21 min s     | Septembre 2008  |
| Voiliers traditionnels (plus de 10 m)  | Bob Escoffier                   | Étoile Horizon                           | 2 j 21 h 43 min 05 s | 2006            |
| Voiliers traditionnels (moins de 10 m) | Pierre Jaffé                    | Astrolabe                                | 2 j 3 h 17 min 15 s  |                 |
| Mini 6.50                              | Alexis Gayet et Mathis Bourgnon | Phoenix                                  | 2 j 5 h 1min 50s     | 20 juillet 2020 |

## Première édition: 2005
Lors de ce premier rendez-vous du record SNSM un premier défi se déroula 18 au 20 avril 2005 entre trois multicoques de 60 pieds pour lancer cette nouvelle épreuve et établir un temps de référence par un des grands skippers actuels.
Michel Desjoyeaux sur Géant, Thierry Duprey de Vorsent sur Gitana X et Thomas Coville sur Sodebo s'élancent avec leurs équipages respectifs sur ce premier Saint-Nazaire-Saint-Malo.
Thierry Duprey, puis Michel Desjoyeaux abandonnent en cours de trajet sur ennuis techniques et Thomas Coville établit ainsi le premier temps de référence du record SNSM à la vitesse moyenne de 11,04 nœuds pour une navigation de 1 j 1 h 37 min 17 s (Référence multicoque 60').
Les 2 et 3 mai 2005, la britannique Ellen MacArthur établit un temps de référence dans la catégorie des maxi-multicoques sur son trimaran de 75 pieds Castorama B&Q en 1 j 3 h 23 min 29 s.
Les 20 et 21 juin 2005, quatre autres bateaux prennent le départ ; d'abord les deux monocoques Adrien de Jean-Luc Van Den Heede et Cityjet.com-Solune de César Dohy suivis des deux trimarans Crêpes Whaou de Franck-Yves Escoffier et Stalaven de Pascal Quintin. Devant le manque de vent en fin de parcours, les deux monocoques et le trimaran Stalaven abandonnent.
Seul, Franck Yves Escoffier franchit la ligne et établit le premier temps pour les multicoques de 50 pieds.
Le 16 juillet 2005, 16 équipages participent au record SNSM dont :
- le classe Figaro Bénéteau 2 : Dominic Vittet sur Atao Audio System, Marc Jouany sur Axa, Damien Seguin sur Des pieds et des mains et Lionel Péan sur L’esprit d’Équipe - 1 jour 22 heures et 2 minutes (Référence Figaro 2) ;
- le monocoque 60' Open : César Dohy sur Cityjet.com Solune - 1 jour 14 heures 56 minutes et 50 secondes (Référence monocoque 60' Open) ;
- le monocoque 60' - Vendée Globe : Anne Liardet sur Roxy, Bernard Stamm sur Cheminées Poujoulat, Roland Jourdain sur Sill & Veolia et Loïck Peyron et Jean-Pierre Dick sur Virbac Paprec - 1 jour 10 heures 58 minutes et 44 secondes (Référence monocoque 60 IMOCA) ;
- le trimaran 50' : Pascal Quintin sur Stalaven et Franck-Yves Escoffier sur Crêpes Whaou ! - 1 jour 8 heures 29 minutes et 20 secondes (Référence multicoque 50') ;
- le trimaran 60' : Yvan Bourgnon sur Brossard ;
- en plaisance : Eric Sorel sur Keneil (Bavaria 38), Jean-Pierre Maoui sur Les Copains d’abord (Lévrier 14), Guy Salenave sur Ster Wenn 5 (X-442) - 1 jour 21 heures 19 minutes et 15 secondes (Référence catégorie plaisance) et Jean-Christophe Lair sur Restabern (catamaran 38 pieds) - 1 jour 18 heures 59 minutes et 05 secondes (Référence multicoque 40/50).

## Deuxième édition: 2006

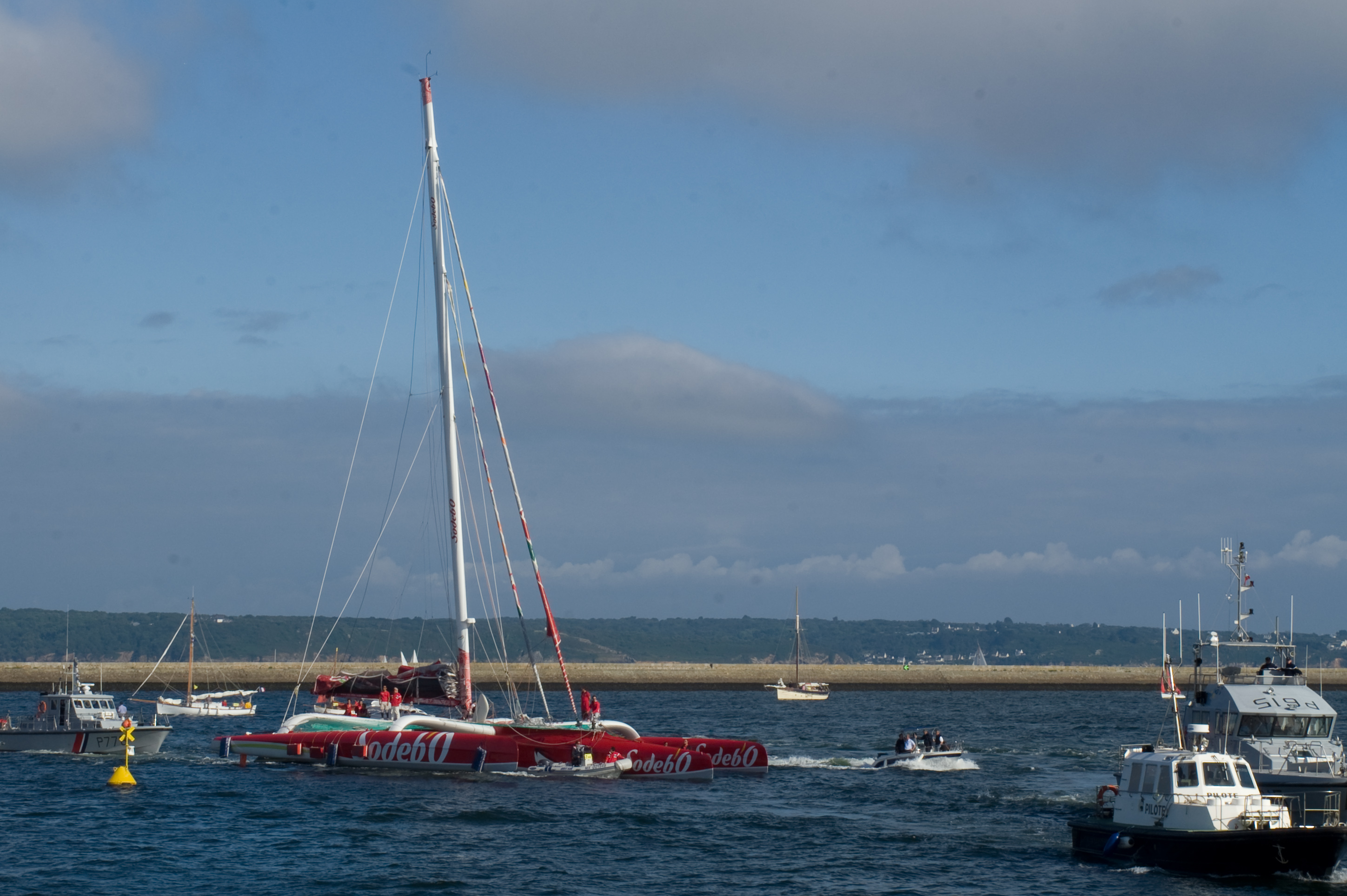
Sodebo à Brest 2008

La semaine du record SNSM 2006 s'est déroulée sur 18 au 21 juin 2006 ; 35 voiliers étaient inscrits au départ.
- Multicoque 60 pieds ORMA : Sodebo de Thomas Coville - 21 h 29 min 10 s (nouveau record réf. multi 60).
- Monocoque 60 pieds IMOCA : Roxy d'Anne Liardet, Sill & Veolia de Roland Jourdain, Safran de Marc Guillemot et Cheminées Poujoulat de Bernard Stamm et Ecover de Mike Golding - 1 j 8 h 52 min 18 s (nouvelle réf. mono 60 IMOCA).
- Multicoque 50 pieds : Crêpes Whaou ! de Franck-Yves Escoffier, Team Aquaera de Philippe Bousquet et Crêpes Whaou ! de Franck-Yves Escoffier - 1 j 4 h 24 min 9 s (nouvelle réf. multi 50).
- Monocoque 50 pieds : Vedettes de Bréhat de Servane Escoffier- 1 j 15 h 16 min 35 s (nouvelle réf. mono 50).
- Class’40 : Le Comptoir immobilier de Guillaume Voizard
- Mini : Vecteur Plus (Didier Le Vourch), Adoc Solutions (Lucas Montagne), Fédération des Maladies Orphelines (Jean-Michel de Almeida)- 2 j 15 h 6 min 33 s (réf. catégorie mini 6.50).
- Bateaux de plaisance : Astelle (Corsair 31) de A. de Chezelles -1 j 14 h 46 min 35 s (nouvelle réf. catégorie plaisance multicoque), Bambino (Pogo 8.50) de M. Behaghel), BHS (First Class 10) de J.P. Le Brun, Control Alt Suppr (First 310) de G. Bobrie, Equipages Center (JPK 960) de Ph. Massu, Evade (Océanis 331) de D. Vonthron, France Bleu Grand Ouest (Feeling 10.40) de F. Colas, Groupe Overlap (Kelt 29) de D. Lavoine, Hormiguero (Océanis 393) de J.Y. Fourmy, Keneil (Bavaria 3) de E. Sorel), Loargann (Etap 32 s) de JM Patry, Mustique (Giro 34) de B. Géraud, Pech'Alu (Bavaria 32) de P.Morice, Pour Aster (Pogo 8,50) de JY Lorgère, Restabern (Multi 10,50) de JC Lair, Squewel IV (Sangria) de JY Berthou, Video Bleue (Bavaria 32) de A.Lecomte, Voiles et Communication de Jean-François Pertus - 2 j 9 h 27 min 33 s (réf. mono 40).
- Gréements traditionnels : La Recouvrance de Brest, Le Corentin (chasse-marée de Quimper), La Belle-Angèle (chasse-marée de Pont-Aven), Étoile Horizon côtre aurique de Bob Escoffier.

## Troisième édition: 2007
La semaine du record SNSM 2007 s'est déroulée du 21 au 28 juin 2007. Le départ est retardé de deux jours à cause des mauvaises conditions météorologiques.
L'Hydroptère, durant la saison 2007, tente par trois fois le record absolu de Brossard sans jamais le battre.
En septembre, Scouts et Guides – Netagis (catégorie jauge IRC) améliore le temps en le portant désormais à 2 j 3 h 56 mm 30 s et Scouts et Guides de France (catégorie HN 3) améliore le temps en le portant à 1 j 23 h 46 min 37 s.

## Quatrième édition: 2008

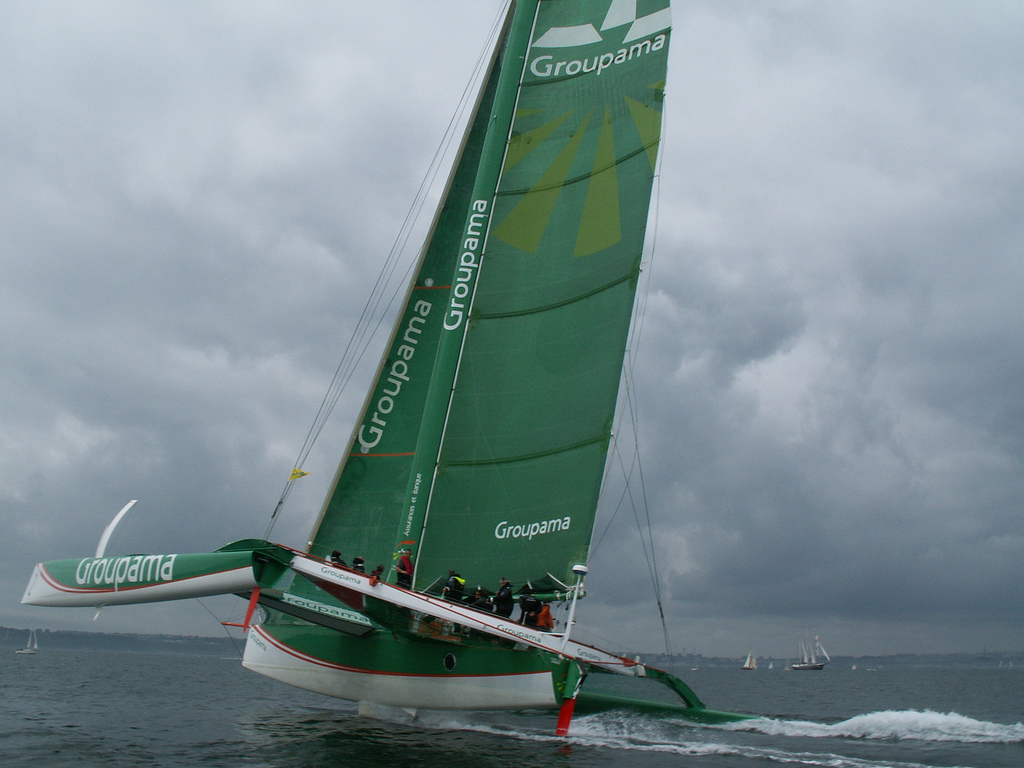
Groupama 2 de Franck Cammas à Brest 2008

Pour la semaine du record SNSM 2008 les voiliers ont été répartis sur trois parcours :
- les deux trimarans ORMA vont virer une bouée devant Saint-Malo avant de revenir à Saint-Nazaire, soit 568 milles ;
  1. Franck Cammas sur Groupama 2 en 2 j 1 h 58 min 14 s
  2. Pascal Bidégorry sur Banque Populaire IV en 2 j 2 h 4 min 39 s
- les monocoques IMOCA et les multicoques de 50 pieds feront deux aller-retour entre le départ de Saint-Nazaire et Sainte-Marine, soit 360 milles ;
  1. Loïck Peyron sur Gitana Eighty en 1 j 12 h 9 min 07 s
  2. Jean Le Cam (VM Matériaux)
  3. Bernard Stamm (Cheminées Poujoulat)
- les petites unités de course-croisière iront seulement virer la bouée de Sainte-Marine avant de revenir à Saint-Nazaire.

54 voiliers étaient au départ dont les vieux gréements : Le Mutin navire-école de la marine nationale, Pen Duick, Pen Duick II, Pen Duick V et Pen Duick VI.

## Sixième édition: 2010
53 voiliers ont pris part au record. La météo était favorable aux records et le trimaran Gitana XI en a établi un nouveau en 19 h 39 min et 58 s à 18,3 nœuds de moyenne.

## Septieme édition: Édition 2015
- 1. Paul Meilhat sur SMA, en 37 heures, 4 minutes et 23 secondes[8].